# El apego
El apego es una película de Suspenso psicológico y drama argentina de 2021 dirigida por Valentín Javier Diment. Fue filmada en blanco y negro y está ambientada en la década del 70, planteando la extraña relación entre una mujer embarazada que quiere abortar y una médica que le sugiere no hacerlo por estar de 4 meses. Está protagonizada por Jimena Anganuzzi y Lola Berthet.
La película fue estrenada mundialmente el 5 de octubre de 2021 durante el Festival Internacional de Cine en Guadalajara  y tuvo su lanzamiento limitado en las salas de cines de Argentina el 4 de noviembre de 2021 bajo la distribución de Cinetren.

## Sinopsis
La trama se ambienta en el Buenos Aires de los años 70 y sigue la historia de Carla, una joven embarazada de 4 meses que recurre desesperada a una clínica clandestina para realizarse un aborto. Allí conocerá a Irina, una de las médicas que se niega hacerlo, ya que considera que el embarazo está muy avanzado, por lo cual, le ofrece quedarse en su casa hasta que nazca el bebé y a la vez le propone la idea de venderlo a una familia adinerada. En este marco, la relación de ambas se tornará perturbadora que la coloca a Carla en una situación extremadamente peligrosa.

## Elenco
- Jimena Anganuzzi como Carla
- Lola Berthet como Irina
- Marta Haller como Dominga
- Germán de Silva como Ortiz
- Andrea Nussenbaum como Perla
- Edgardo Castro como Roberto
- Luis Ziembrowski
- Marcela Guerty como Josefina
- Elvira Onetto
- Valentín Javier Diment como Médico

## Recepción

### Comentarios de la crítica
La película recibió críticas positivas por parte de los expertos. En el portal de internet Rotten Tomatoes, la película posee una aprobación del 100% basado en 5 reseñas, con una puntuación de 7.50/10. Horacio Bernades del diario Página 12 puntuó a la película con un 6, expresando que «El apego impone una estética visual suntuosa, cuidada hasta la obsesión, de encuadres estudiados, angulaciones, un blanco y negro de alta definición, sombras proyectadas y contrastes lumínicos, música que no se corresponde con el tono dramático». Por su parte, Diego Lerer del sitio web Micropsia destacó que el filme «le escapa a los modos tradicionales de la película de horror para crear una suerte de drama gótico con elementos de suspenso» y que además propone una «inteligente manera de trabajar ciertos traumas ligados a la violencia de género y a los abusos sexuales». Paula Vázquez Prieto del diario La Nación apreció el trabajo del director, resaltando «el uso inteligente de los cenitales y el humor audaz debajo de los diálogos más mundanos», sin embargo, cuestionó que «la historia se empantana un poco al final, se embriaga en sus propios rodeos hacia la revelación [...], pero se toma demasiado tiempo en explicar», aunque logra conseguir «escenas inolvidables para la memoria del cine argentino».
En una reseña para el portal de internet Cine argentino hoy, Francisco Mendes Moas escribió que se trata de una cinta «impactante» y «completamente atrapante, con aspectos técnicos soberbiamente implementados con sabiduría». Por su parte, Emilio Basile de Escribiendo cine valoró la imagen audiovisual de la película, exponiendo que es «estéticamente impecable e ideológicamente incisivo», como así también presenta «un extraño sentido del humor, que hacen de El apego una perturbadora y hermosa locura».

### Premios y nominaciones
| Lista de premios y nominaciones | Lista de premios y nominaciones               | Lista de premios y nominaciones        | Lista de premios y nominaciones | Lista de premios y nominaciones | Lista de premios y nominaciones |
| Año                             | Organización                                  | Categoría                              | Nominado/a(s)                   | Resultado                       | Ref(s)                          |
| ------------------------------- | --------------------------------------------- | -------------------------------------- | ------------------------------- | ------------------------------- | ------------------------------- |
| 2021                            | Festival Internacional de Cine en Guadalajara | Mejor Película – Premio Maguey         | El apego                        | Nominado                        | [ 12 ]                          |
| 2021                            | Festival de Cine de Sitges                    | Mejor Película – Sección Noves Visions | El apego                        | Ganador                         | [ 13 ]                          |
| 2021                            | Festival de Cine Iberoamericano de Huelva     | Mejor Película – Sección Sismos        | El apego                        | Nominado                        | [ 14 ]                          |
| 2021                            | Festival de Cine Latinoamericano de La Plata  | Mejor Película – Mención Especial      | El apego                        | Ganadora                        | [ 15 ]                          |
| 2021                            | Festival de Cine de OUTshine de Miami         | Mejor Película – Mención Honorable     | El apego                        | Ganador                         | [ 16 ]                          |
| 2021                            | Premios Sur                                   | Mejor Película                         | El apego                        | Nominado                        | [ 17 ]                          |
| 2021                            | Premios Sur                                   | Mejor Dirección                        | Valentín Javier Diment          | Nominado                        | [ 17 ]                          |
| 2021                            | Premios Sur                                   | Mejor Actriz                           | Jimena Anganuzzi                | Nominada                        | [ 17 ]                          |
| 2021                            | Premios Sur                                   | Mejor Actriz                           | Lola Berthet                    | Nominada                        | [ 17 ]                          |
| 2021                            | Premios Sur                                   | Mejor Actor                            | Germán de Silva                 | Nominado                        | [ 17 ]                          |
| 2021                            | Premios Sur                                   | Mejor Guion Original                   | Valentín Javier Diment          | Nominado                        | [ 17 ]                          |
| 2021                            | Premios Sur                                   | Mejor Dirección de Arte                | Federico Mayol                  | Nominado                        | [ 17 ]                          |
| 2021                            | Premios Sur                                   | Mejor Diseño de Vestuario              | Gabriela González               | Nominada                        | [ 17 ]                          |
| 2021                            | Premios Sur                                   | Mejor Maquillaje y Caracterización     | Néstor Burgos                   | Ganador                         | [ 17 ]                          |
| 2022                            | Premios Cóndor de Plata                       | Mejor Película                         | El apego                        | Nominado                        | [ 18 ]                          |
| 2022                            | Premios Cóndor de Plata                       | Mejor Dirección                        | Valentín Javier Diment          | Nominado                        | [ 18 ]                          |
| 2022                            | Premios Cóndor de Plata                       | Mejor Actriz                           | Lola Berthet                    | Nominada                        | [ 18 ]                          |
| 2022                            | Premios Cóndor de Plata                       | Mejor Guion Original                   | Valentín Javier Diment          | Nominado                        | [ 18 ]                          |
| 2022                            | Premios Cóndor de Plata                       | Mejor Fotografía                       | Claudio Beiza                   | Nominado                        | [ 18 ]                          |
| 2022                            | Premios Cóndor de Plata                       | Mejor Dirección de Arte                | Federico Mayol                  | Nominado                        | [ 18 ]                          |
| 2022                            | Premios Cóndor de Plata                       | Mejor Diseño de Vestuario              | Gabriela González               | Nominado                        | [ 18 ]                          |
| 2022                            | Premios Cóndor de Plata                       | Mejor Música Original                  | Gustavo Pomeranec               | Nominado                        | [ 18 ]                          |
| 2022                            | Premios Cóndor de Plata                       | Mejor Maquillaje y Peluquería          | Néstor Burgos                   | Ganador                         | [ 18 ]                          |